# Zoé Carbonopsina
Pour les articles homonymes, voir Zoé.
Zoé Carbonopsina (en grec : Ζωή Καρϐωνοψίνα / Zōē Karbōnopsina), « aux yeux de charbon », fut la quatrième épouse de l'empereur byzantin Léon VI le Sage.

## Biographie
Elle était parente du chroniqueur Théophane le Confesseur, et la nièce (et/ou belle-sœur) de l'Amiral Himérios, qui a épousé une sœur de Zoé. Elle fut la maîtresse de Léon VI pendant un certain temps, et il ne l'épousa que lorsqu'elle lui eut donné un fils, le futur Constantin VII, en 905. Il s'agissait cependant là de son quatrième mariage, ce qui équivalait, pour l'Église orthodoxe, au crime de polygamie — Léon avait déjà eu du mal à faire reconnaître son troisième mariage avec Eudoxie Baïana en 901.
Le patriarche Nicolas Mystikos baptisa avec réticence Constantin, mais interdit fermement à l'empereur de se remarier pour la quatrième fois. Il passa outre en célébrant secrètement son mariage dans la chapelle privée du palais, devant un simple prêtre. L'opposition continuelle de Nicolas lui valut d'être arrêté sous un prétexte fallacieux, et il fut forcé d'abdiquer en 907. Le nouveau patriarche, Euthyme, reconnut le mariage.
En 912, Léon mourut et son frère cadet Alexandre lui succéda. Il rappela Nicolas et chassa Zoé du palais. Elle y revint après la mort d'Alexandre, en 913, mais Nicolas la força à entrer dans un couvent après avoir obtenu du sénat et du clergé qu'ils ne l'accepteraient pas comme impératrice. Cependant, les concessions impopulaires que fit Nicolas aux Bulgares la même année affaiblirent sa position, et en 914, Zoé put renverser Nicolas et le remplacer à la régence. Nicolas put rester patriarche après l'avoir reconnue comme impératrice.
Zoé régna en s'appuyant sur la bureaucratie impériale, ainsi que sur l'influent général Léon Phocas, son favori. Le premier acte de Zoé fut de révoquer les concessions faites à Siméon de Bulgarie, dont la reconnaissance de son titre impérial et le mariage arrangé entre sa fille et Constantin. Ce geste ralluma la guerre entre Byzance et la Bulgarie, qui commença mal pour les premiers, qui devaient également s'occuper d'opérations militaires dans le sud de l'Italie et sur leur frontière orientale. En 915, les troupes de Zoé firent échouer une invasion arabe de l'Arménie, et la paix fut signée avec les Arabes. Elle était désormais libre d'organiser une opération de grande envergure contre les Bulgares, qui s'étaient enfoncés profondément dans l'empire et avaient pris Andrinople. Cette campagne se solda par un échec cuisant : l'alliance avec les Petchenègues, qui devaient attaquer les Bulgares par le nord, échoua, et Léon Phocas subit deux défaites cuisantes à Anchialos, puis à Katasyrtai, en 917. Les offres d'alliance aux Serbes et aux Magyars n'aboutirent pas, et les Arabes, encouragés par la faiblesse de l'empire, recommencèrent à lancer des raids. La position de Zoé ne fut guère améliorée par un traité humiliant avec les Arabes de Sicile, dont l'aide était demandée pour mettre un terme aux révoltes en Italie.
En 919, l'amiral Romain Lécapène profita de l'opposition croissante à Zoé et Léon Phocas pour prendre le pouvoir. Il maria sa fille Hélène à Constantin VII et, en 920, accusant Zoé d'avoir voulu l'empoisonner, la renvoya dans son couvent.